# (You Can Still) Rock in America
(You Can Still) Rock in America è un singolo del gruppo musicale statunitense Night Ranger, il primo estratto dal loro secondo album Midnight Madness nel 1983. I cori del brano vedono la partecipazione di Glenn Hughes, ex bassista e cantante di Trapeze e Deep Purple.
La canzone è presente come traccia suonabile all'interno del videogioco simulatore di strumenti Guitar Hero: Warriors of Rock.

## Tracce
1. (You Can Still) Rock in America – 4:16
2. Let Him Run – 3:29

## Formazione
- Jack Blades – voce, basso
- Jeff Watson – chitarra
- Brad Gillis –  chitarra
- Alan Fitzgerald – tastiere
- Kelly Keagy – batteria, voce

Altri musicisti
- Glenn Hughes – cori

## Classifiche
| Classifica (1983)             | Posizione massima |
| ----------------------------- | ----------------- |
| Stati Uniti                   | 51                |
| Stati Uniti (mainstream rock) | 15                |